# TT240
| mr · r | w |

| mr · r | w |

TT240 (Theban Tomb 240) è la sigla che identifica una delle Tombe dei Nobili ubicate nell'area della cosiddetta Necropoli Tebana, sulla sponda occidentale del Nilo dinanzi alla città di Luxor, in Egitto. Destinata a sepolture di nobili e funzionari connessi alle case regnanti, specie del Nuovo Regno, l'area venne sfruttata, come necropoli, fin dall'Antico Regno e, successivamente, sino al periodo Saitico (con la XXVI dinastia) e Tolemaico.

## Titolare
TT240 era la tomba di:
| Titolare | Titolo                                                                         | Necropoli  | Dinastia/Periodo                                                                     | Note                                                                                                 |
| -------- | ------------------------------------------------------------------------------ | ---------- | ------------------------------------------------------------------------------------ | --- |
| Meru     | Supervisore dei portatori di sigillo; nessun titolo secondo Gardiner e Weigall | el-Assasif | XI dinastia (Mentuhotep II); Gardiner e Weigall indicano tra la VI e la XII dinastia | in alto sulla collina, a nord della valle; a est del sentiero verso Biban el-Moluk (la Valle dei Re) |

## Biografia
Notizie ricavabili su Meru, i nomi dei genitori: Iku, il padre, e Nebti, la madre.

## Descrizione

Stele di Meru, Museo Egizio, Torino

TT240 è annoverata tra le tombe più antiche giacché risale a un periodo compreso tra l'Antico Regno (seconda fase) e il Primo Periodo Intermedio. Non se ne hanno planimetrie; è tuttavia noto che la camera sepolcrale fosse a forma di sarcofago e che sulle pareti fosse rappresentata una falsa porta con i Testi dei sarcofagi. Una stele, risalente all'anno XLVI del re Montuhotep-Nebhepetre (Montuhotep II), reca su cinque registri il defunto seduto e la datazione, nonché un testo di "indirizzo ai viventi"; sul lato sinistro il defunto con il, padre Iku, sulla destra un uomo non identificabile; preti con offerte destinate al defunto e alla madre, Nebti, nonché portatori di offerte. Una pubblicazione del 2009 precisa che alla tomba si accede da un cortile ricavato nella collina di el-Assasif ed è costituita da due corridoi che adducono alla camera sepolcrale in cui il sarcofago è scavato direttamente nel pavimento: mentre i corridoi sono privi di decorazione, la camera sepolcrale è decorata principalmente con testi sacri, alcune false porte, liste di offerte e la rappresentazione di una tavola per offerte.

### Annotazioni
1. ↑  La planimetria qui riportata non è in scala ed ha valore esclusivamente di visione d'insieme; l'ubicazione delle singole sepolture non è topograficamente esatta, ma vuole visualizzare la concentrazione delle tombe, nonché il "disordine" con cui le stesse sono state classificate.
2. ↑  La prima numerazione delle tombe, dalla numero 1 alla 253, risale al 1913 con l'edizione del "Topographical Catalogue of the Private Tombs of Thebes" di Alan Gardiner e Arthur Weigall. Le tombe erano numerate in ordine di scoperta e non geografico; ugualmente in ordine cronologico di scoperta sono le tombe dalla 253 in poi.
3. ↑  I campi della Duat, ovvero l'aldilà egizio, si trovavano, secondo le credenze, proprio sulla riva occidentale del grande fiume.
4. ↑  Nella sua epoca di utilizzo, l'area era nota come "Quella di fronte al suo Signore" (con riferimento alla riva orientale, dove si trovavano le strutture dei Palazzi di residenza dei re e i templi dei principali dei) o, più semplicemente, "Occidente di Tebe".
5. ↑  le Tombe dei Nobili, benché raggruppate in un'unica area, sono di fatto distribuite su più necropoli distinte.
6. ↑  Le note, sovente di inquadramento topografico della tomba, sono tratte dal "Topographical Catalogue" di Gardiner e Weigall, ed. 1913 e fanno perciò riferimento alla situazione dell'epoca.
7. 1 2  Conservata al Museo Egizio di Torino, cat. 1447.
8. ↑  "O viventi che vi trovate sulla terra, voi che passate davanti a questa tomba, versate per me dell'acqua".

### Fonti
1. 1 2 3 4  Porter e Moss 1927,  p. 330.
2. ↑  Gardiner e Weigall 1913.
3. ↑  Donadoni 1999,  p. 115.
4. 1 2  Gardiner e Weigall 1913, p. 38.
5. ↑  Gardiner e Weigall 1913, pp. 38-39.
6. ↑  Gardiner e Weigall 1913, p. 39.
7. ↑  Porter e Moss 1927,  pp. 330-331.
8. ↑  Soliman 2009,  pp. 100-108.